# Litewski koń zimnokrwisty

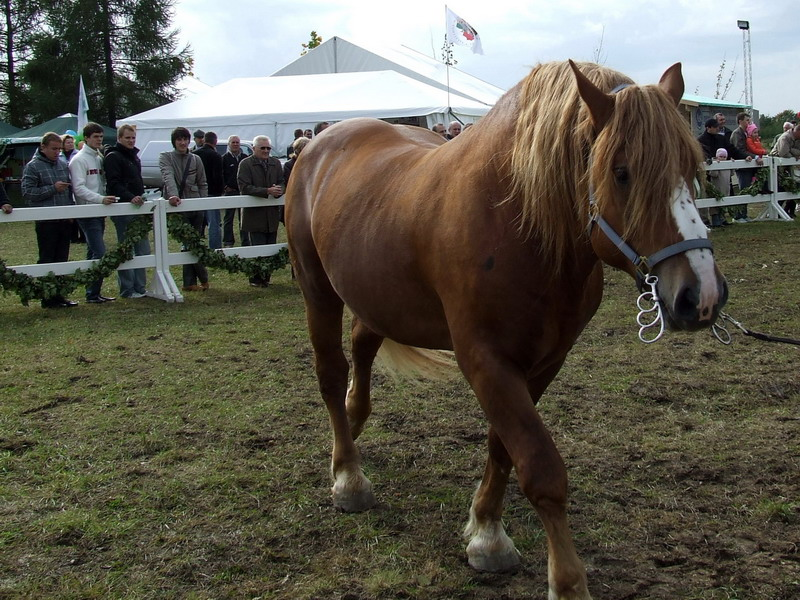
Litewski koń zimnokrwisty

Litewski koń zimnokrwisty – jedna z ras koni zimnokrwistych. Rasa ta powstała w Rosji w końcu XIX wieku na drodze krzyżowania konika żmudzkiego z końmi fińskimi oraz szwedzkimi ardenami. Jej rejestracja nastąpiła w roku 1963, a w 1964 roku jego populacja przekraczała 62 tysiące sztuk.
Sylwetka litewskiego konia zimnokrwistego jest masywna. Nogi są krótkie i mocne, wysokość w kłębie od 150 do 160 cm. Maść gniada, siwa, kara, kasztanowata lub dereszowata.